# Jan Schouby
Jan Schouby (født 21. januar 1970 i Aarhus) er en dansk journalist, der siden 2013 har været ansvarshavende chefredaktør for Århus Stiftstidende.
Jan Schouby, der er opvokset i Tranbjerg, blev efter samfundssproglig studentereksamen fra Viby Amtsgymnasium i 1989 uddannet journalist fra Danmarks Journalisthøjskole i 1996. Han har hele sin karriere været ansat på Århus Stiftstidende som sportsjournalist, sportsredaktør og til sidst redaktionschef. Siden 1. oktober 2013 har han været avisens chefredaktør.
Han blev i 2004 kåret til årets sportsjournalist. I 2019-2020 blev han optaget i Kraks Blå Bog.